# Nyctophilus walkeri
Nyctophilus walkeri is een vleermuis uit het geslacht Nyctophilus die voorkomt in Noord-Australië, van het noorden van de Kimberley (West-Australië) tot Top End (Noordelijk Territorium) en vandaar langs de kust tot Burketown. Deze soort komt voor in allerlei habitats, meestal met water in de buurt. Op sommige plaatsen komt het dier algemeen voor. N. walkeri slaapt in dichte vegetatie of boomholtes. Het dier jaagt op vliegende insecten, die op kleine hoogte (meestal niet meer dan 3 m) gevangen worden. In oktober of november worden twee jongen geboren.
N. walkeri is een kleine Nyctophilus met kleine oren. De rug is oranjebruin of iets dergelijks, de buik vuilwit tot geelbruin. De vleugels zijn zwart. De kop-romplengte bedraagt 38 tot 44 mm, de staartlengte 26 tot 36 mm, de voorarmlengte 30 tot 36 mm, de oorlengte 11 tot 15 mm en het gewicht 3,3 tot 7,0 g.
Nyctophilus arnhemensis · Nyctophilus bifax · Nyctophilus corbeni · Nyctophilus daedalus · Nyctophilus geoffroyi · Nyctophilus gouldi · Nyctophilus heran · Nyctophilus holtorum · Nyctophilus howensis · Nyctophilus major · Nyctophilus microdon · Nyctophilus microtis · Nyctophilus nebulosus · Nyctophilus sherrini · Nyctophilus shirleyae · Nyctophilus timoriensis · Nyctophilus walkeri